# Pandorea nervosa
Pandorea nervosa là một loài thực vật có hoa trong họ Chùm ớt. Loài này được Steenis mô tả khoa học đầu tiên năm 1931.